# Serie Afrosiyob de Uzbekistan Temir Yullari

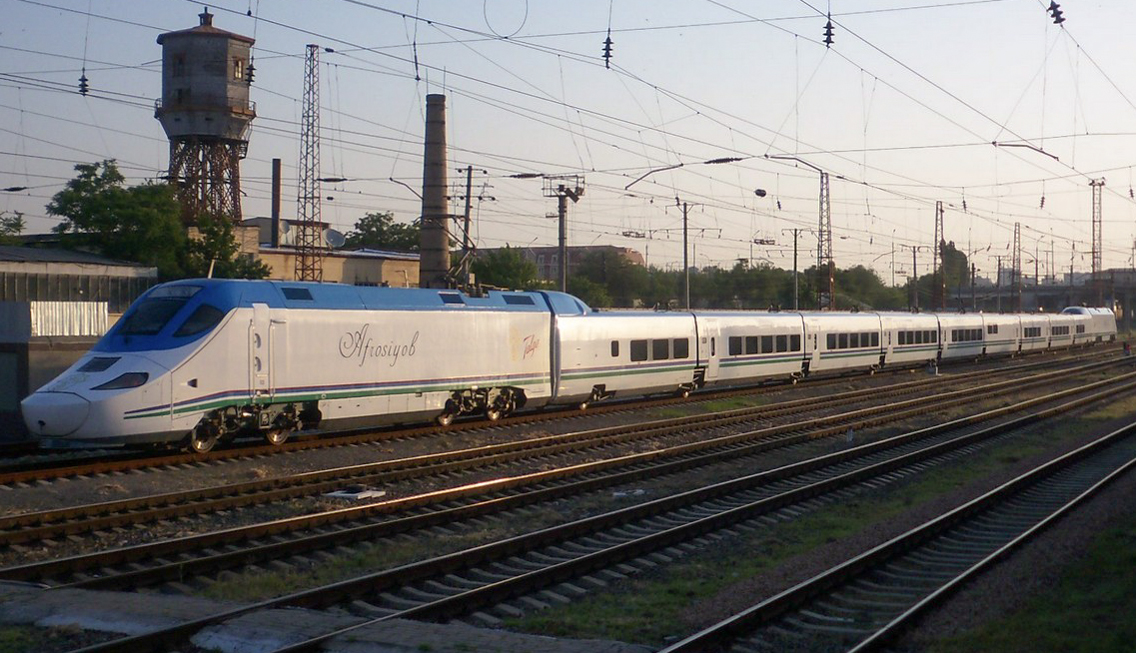
Tren de alta velocidad Afrosiyob

La Serie Afrosiyob de la compañía Oʻzbekiston temir yoʻllari es una serie compuesta por seis trenes de alta velocidad del modelo Talgo 250. Como subserie de ese modelo es muy parecido a la Serie 130 de Renfe.
Están compuestos por dos cabezas motoras y 11 cajas remolcadas tipo Talgo aptas para circular a una velocidad máxima en servicio comercial de 250 km/h fabricados por Talgo, con una cadena de tracción proporcionada por Ingeteam. El ancho de vía es fijo, de 1.520 mm (ancho ruso), y la electrificación de 25 kV de corriente alterna a 50 Hz.
Los ferrocarriles de Uzbekistán firmaron el contrato de adquisición en noviembre de 2009, entregándose la primera composición en julio de 2011. El coste de ambas composiciones fue de 38 millones de euros.
En el año 2021 se finalizó la entrega del quinto y el sexto tren de la flota. Además, se añadieron a la composición dos coches turistas en los trenes 1 y 2, los cuales contaban a diferencia del 3 y el 4, de 9 coches. De este modo, se unificarían los trenes con una composición de 11 coches.

## Otros proyectos
- Wikimedia Commons alberga una categoría multimedia sobre Serie Afrosiyob de Uzbekistan Temir Yullari.